# コールドスチール

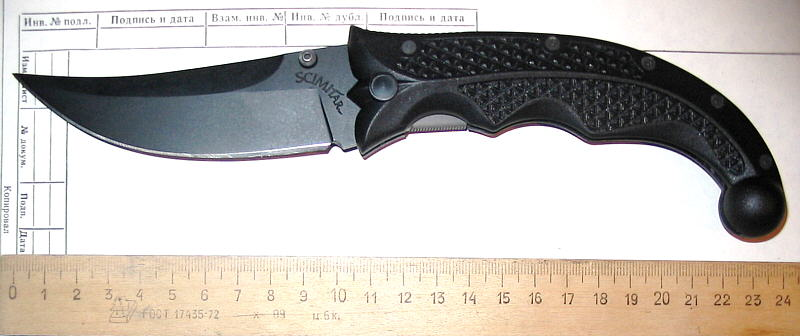
Cold Steel Scimitar

コールドスチール（英: Cold Steel）は、アメリカ合衆国のナイフ・刀剣メーカーである。
通常のシース・フォールディングナイフに加えて、大型の刃物（マチェット、トマホーク、ククリ等）、槍、吹き矢、手裏剣、杖、棍棒、さらに様々な形状のプラスチック製トレーニングナイフを扱っている。
このほか日本刀や仕込み杖、レイピアなど、世界各国の伝統的な刀剣を模した刀剣類も多数製造している。なお玉鋼ではなく通常の炭素鋼を使い制作方法も異なるため、日本刀型であっても日本刀ではなく日本でも模造刀として扱われる。

## 概要
1980年、リン・トンプソンが創業。
社長のリンを始め社員による試し切り動画が公開されており、イベントでは食肉、ロープなど様々なものを切断するデモンストレーションが有名である。